# 20 Korpus Pancerny (ZSRR)
20 Korpus Pancerny (ros. 20-й танковый корпус) – jednostka pancerna Armii Czerwonej z okresu II wojny światowej.
20 Korpus Pancerny (20 KPanc.) sformowany został rozkazem z 25 grudnia 1942. Dowództwo powierzono płk Dymitrowi Griczence, a utworzoną jednostkę włączono w skład 4 Armii Pancernej.
Szlak bojowy 20 KPanc. prowadził z rejonu Orła przez: Tokmak i Zwienigorodkę. Według danych z 21 czerwca 1944 stanowił odwód Naczelnego Dowództwa Armii Czerwonej, a dowodził nim gen. por. Iwan Łazariew.

## Dowództwo korpusu
Dowódcy: 
- płk Dmitrij Griczenko[1] (25.12.1942 - 09.02.1943),
- płk Artem Pogosow (10.02.1943 - 29.03.1943,
- płk Nikołaj Juplin (02.03.1943 - 07.06.1943),
- gen. por. Iwan Łazariew (07.06.1943 - 00.04.1944),
- płk Artem Pogosow (00.04.1944 - 00.05.1944,
- gen. por.Iwan Łazariew[3] (00.05.1944 - 00.06.1945)[4].

Szefowie sztabu:
- płk Dmitrij Griczenko
- gen. mjr Andriej Pawłow
- gen. mjr Piotr Kaliniczenko
- płk Nikołaj Bułgak[2].

## Struktura organizacyjna
- 8 Gwardyjska Brygada Pancerna (właczona w skład korpusu w kwietniu 1943)
- 80 Brygada Pancerna
- 155 Brygada Pancerna
- 7 Brygada Piechoty Zmotoryzowanej (właczona w sklad korpusu w maju 1943)[4].